# 15. korpus (Indija)
15. korpus je korpus Indijske kopenske vojske.

## Organizacija
Trenutna
- Poveljstvo
- 19. pehotna divizija
- 28. pehotna divizija
- Artilerijska brigada